# 세종북부경찰서
세종북부경찰서(世宗北部警察署, 영어: Sejong Bukbu Police Station)는 세종특별자치시경찰청이 관할하는 경찰서이다. 금남면, 연기면, 장군면을 제외한 세종특별자치시의 읍·면 지역과 행정중심복합도시 5생활권 지역을 관할하며, 세종특별자치시 조치원읍 군청로 36에 위치하고 있다.
서장은 총경으로 보한다.

## 연혁
- 1945년 10월 21일 8.15 광복과 함께 창설된 국립경찰기구로 조치원경찰서 창설(충청남도 경찰국 소속)
- 2006년 3월 1일 조치원경찰서에서 연기경찰서로 명칭 변경
- 2012년 7월 1일 연기경찰서에서 세종경찰서로 명칭 변경
- 2012년 7월 12일 청주청남경찰서(현 청주상당경찰서) 산하에 있던 부용파출소를 편입하고 부강파출소로 명칭 변경
- 2012년 7월 17일 공주경찰서 산하에 있던 장기치안센터를 편입하고 한솔파출소(현 한솔지구대) 소속 장군치안센터로 명칭 변경
- 2019년 6월 25일 세종지방경찰청 개청에 따라 충남지방경찰청 소속에서 세종지방경찰청 소속으로 변경
- 2021년 10월 6일 세종남부경찰서 개서에 따라 세종북부경찰서로 명칭 변경, 관할 구역 변경과 함께 한솔지구대, 아름지구대, 보람지구대, 금남파출소를 세종남부경찰서로 이관

## 조직
| - 청문감사인권관 - 민원실 - 경무과 - 경무계 - 정보화장비계 - 경리계 | - 생활안전과 - 생활안전계 - 생활질서계 - 지구대(1) - 파출소(4) - 치안센터(2) | - 수사과 - 수사지원팀 - 형사1. 2. 3팀 - 지능범죄수사팀 - 경제1. 2팀 | - 경비교통과 - 경비작전계 - 교통조사계 - 교통관리계 | - 정보안보외사과 - 공공안녕정보외사계 - 안보계 |

## 관할 지구대 및 파출소
| 명칭         | 주소                | 관할구역         | 치안센터     |
| ------------ | ------------------- | ---------------- | ------------ |
| 조치원지구대 | 조치원읍 새내로 140 | 조치원읍, 연서면 | 연서치안센터 |
| 전의파출소   | 전의면 만세길 6     | 전의면, 소정면   | 소정치안센터 |
| 부강파출소   | 부강면 신대길 72-2  | 부강면           |              |
| 연동파출소   | 연동면 청연로 606-1 | 연동면           |              |
| 전동파출소   | 전동면 하노장4길 9  | 전동면           |              |